# Xartneika
Xartneika (en rus: Шартнейка) és un poble de la República de Marí El, a Rússia, que en el cens del 2010 tenia 20 habitants. Pertany al districte rural de Kozmodemiansk.